# Jean-Baptiste Santerre
Jean-Baptiste Santerre fou un pintor francès nascut a Magny-en-Vexin el 23 de març de 1658 i
mort a París el 21 de novembre de 1717.

## Biografia
Es va iniciar com a aprenent amb el retratista François Lemaire i més endavant amb el pintor Bon Boulogne. Va adquirir una gran reputació com a retratista per les seves figures de fantasia femenina, inspirades sovint en figures nòrdiques: cuineres, cosidores, dones escrivint, dormint, somiant o dibuixant. La seva obra més famosa és probablement Suzanne au bain, conservada al Louvre de París.

## Galeria

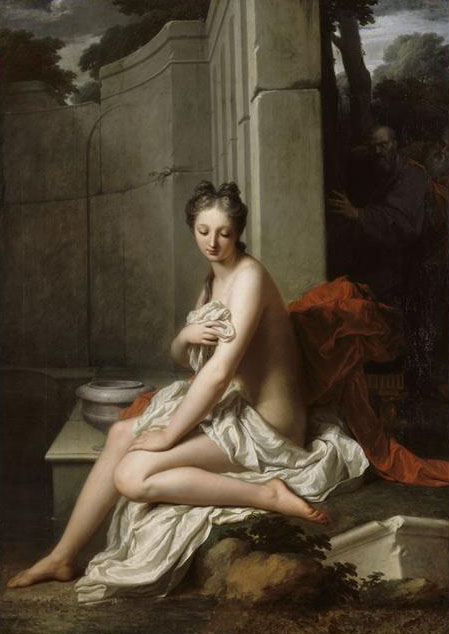
Suzanne au bain, una de les seves obres més conegudes
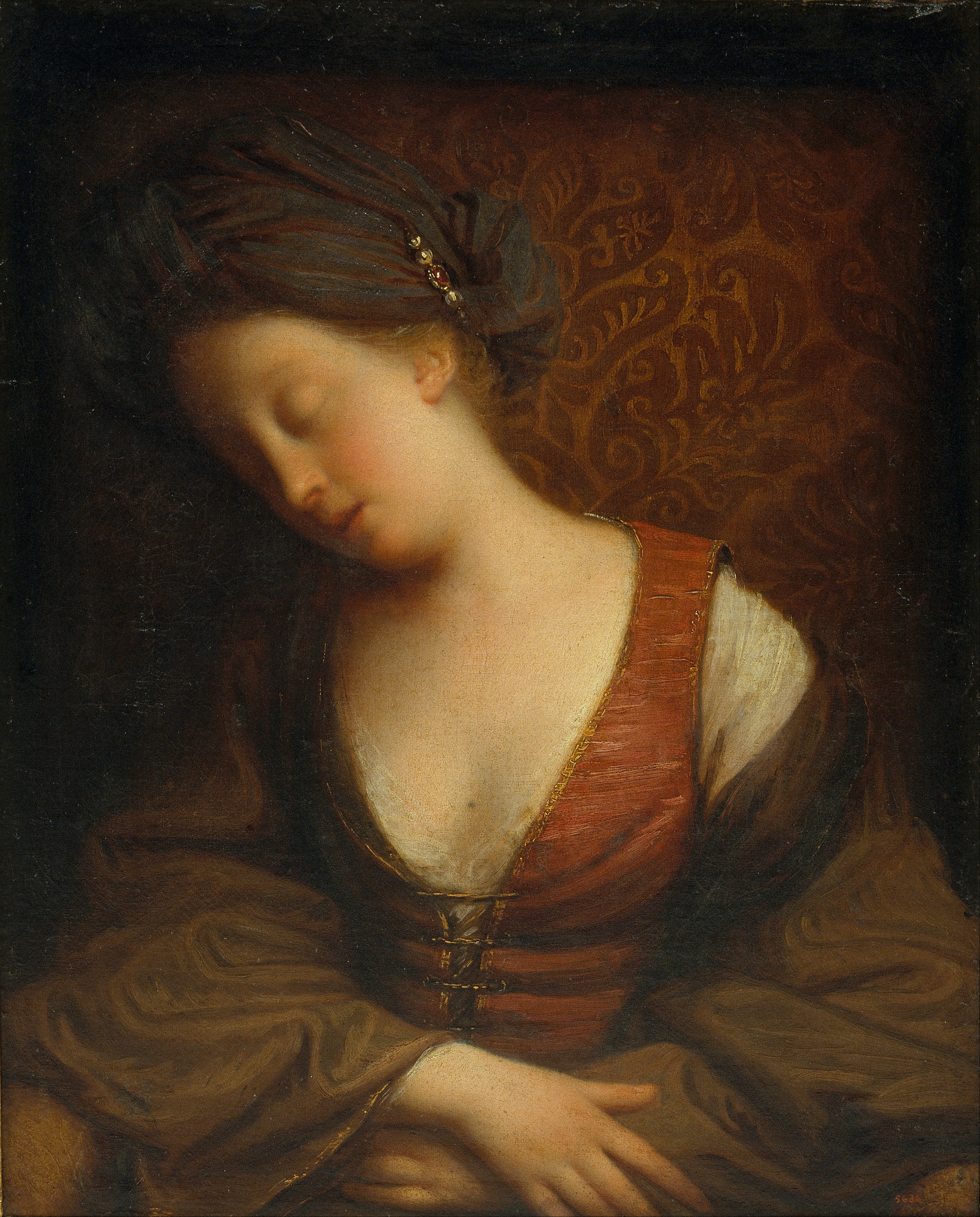
Dona jove dormint, conservat al MNAC